# Abilene (Kansas)
 For alternative betydninger, se Abilene. (Se også artikler, som begynder med Abilene)
Abilene er en amerikansk by og administrativt centrum for det amerikanske county Dickinson County, i staten Kansas. I 2000 havde byen et indbyggertal på 6.543.

## Ekstern henvisning
- Abilenes hjemmeside (engelsk)

38°55′11″N 97°13′02″V / 38.9197°N 97.2172°V